# Three Lakes n.º 400
Three Lakes n.º 400 es un municipio rural canadiense situado en la provincia de Saskatchewan.

## Superficie
Three Lakes n.º 400 tiene una superficie de 770,76 km².

## Demografía
En 2021, tenía 725 habitantes, una densidad poblacional de 0,9 hab./km², y 376 viviendas.